# Gamasomorpha nigripalpis
Gamasomorpha nigripalpis är en spindelart som beskrevs av Simon 1893. Gamasomorpha nigripalpis ingår i släktet Gamasomorpha och familjen dansspindlar. Inga underarter finns listade i Catalogue of Life.